# Interstate 610 (Texas)
L'Interstate 610 (I-610) est une autoroute de 38 miles (61 km) de long qui forme une boucle autour de Houston. L'I-610 est familièrement appelée The Loop, Loop 610, The Inner Loop, ou simplement 610. Elle forme la limite entre le centre de Houston et ses banlieues. C'est la boucle la plus à l'intérieur parmi les trois boucles autour de Houston. Le secteur à l'intérieur de la boucle forme le cœur de Houston.

## Description du tracé

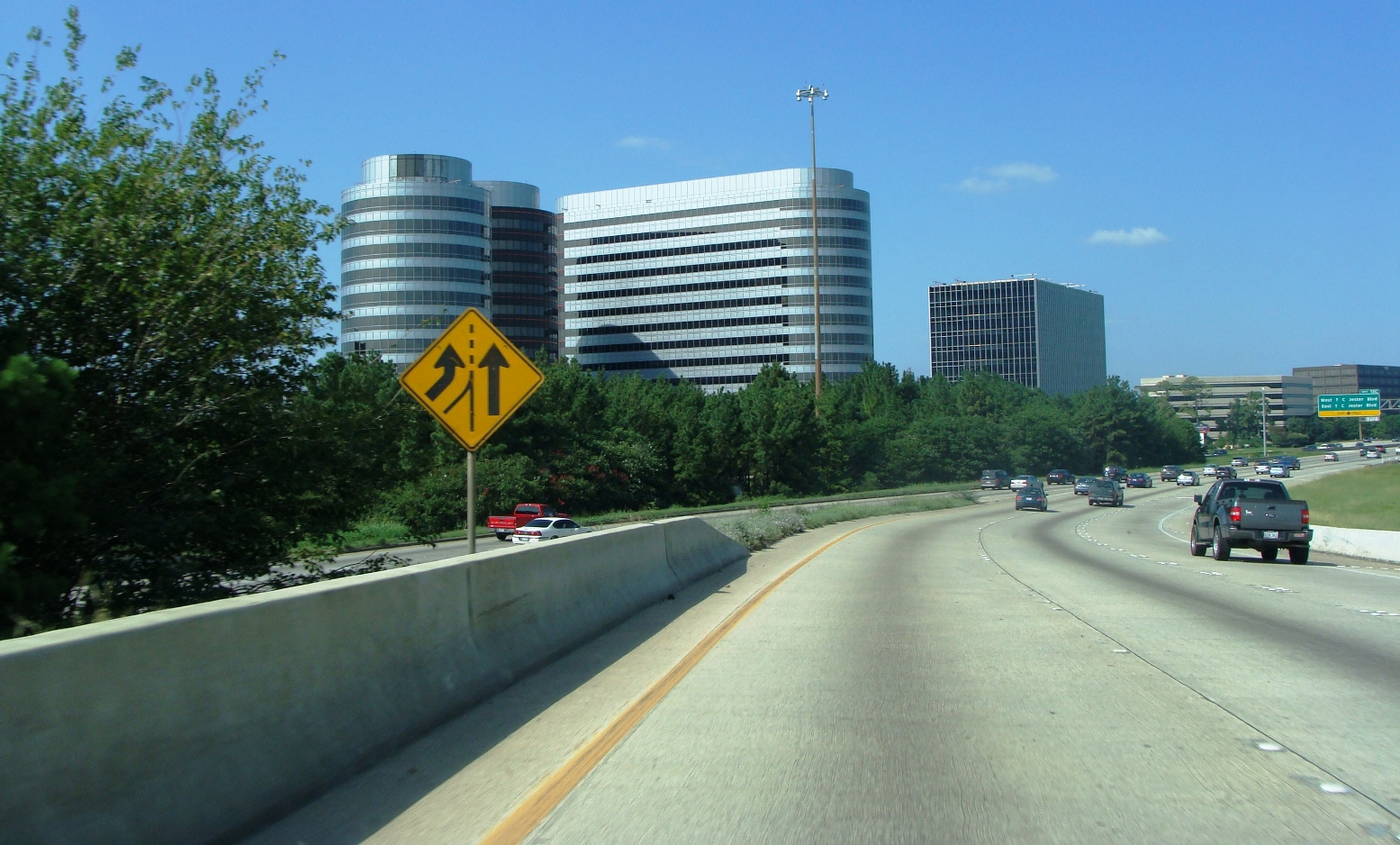
La West Loop près de l'échangeur I-10/I-610.

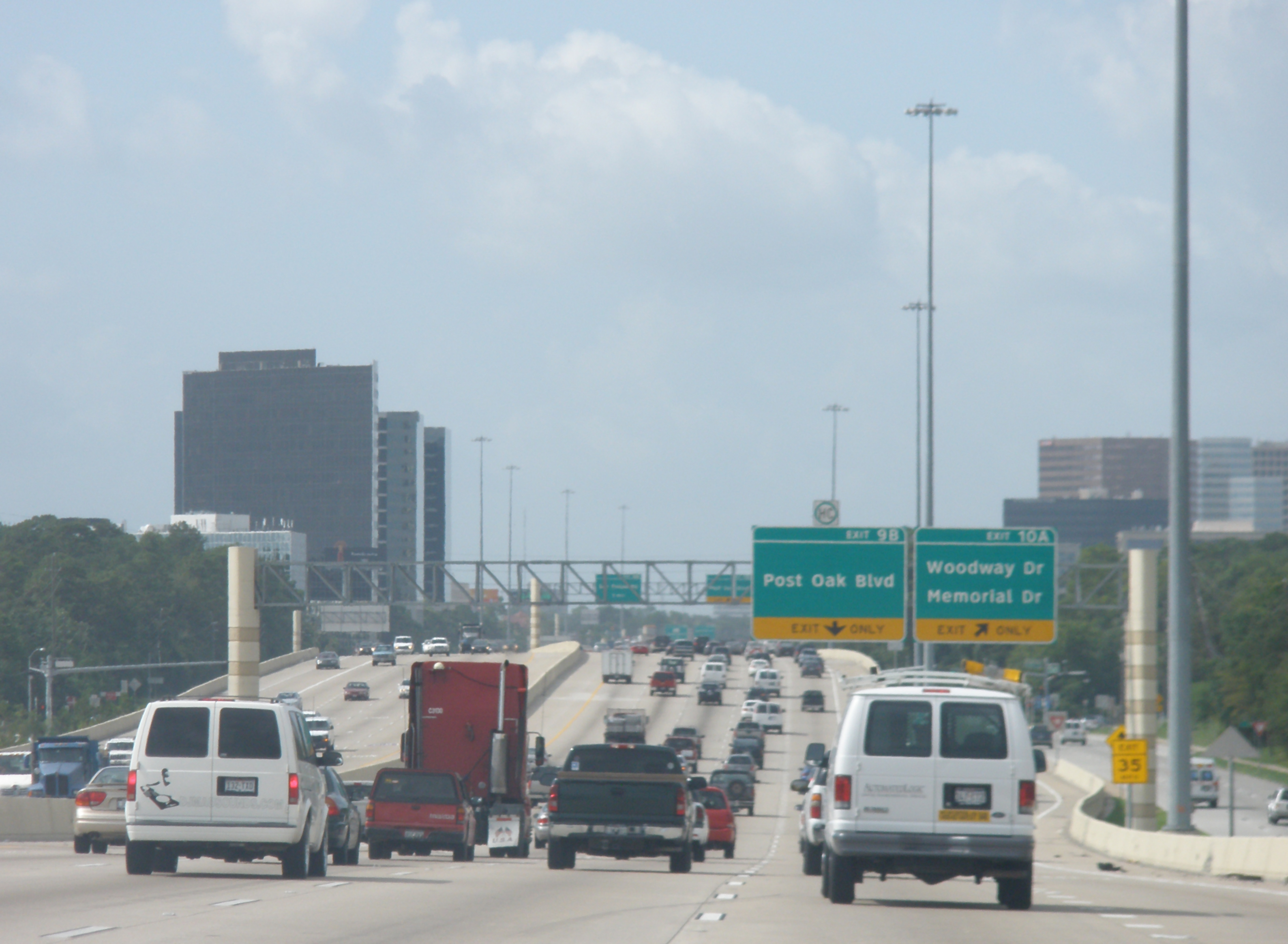
I-610 "West Loop South" au sud de l'I-10.

Les sections principales de l'I-610 sont connues comme la boucle nord, la boucle sud, la boucle est et la boucle ouest. La boucle nord débute à la US 290 jusqu'à l'US 90. La boucle est débute à cette jonction jusqu'à SH 225. La boucle sud relie la SH 225 à South Post Oak Road alors que la boucle ouest relie cette route à la US 290. 
Parfois, un nom directionnel est ajouté comme suffixe pour spécifier une portion mais ça ne renseigne pas sur la direction. Par exemple :
- Boucle Nord ouest réfère à la portion de la boucle nord entre la US 290 et l'I-45. La boucle nord est réfère au segment entre l'I-45 et la US 90.
- Boucle Est nord renvoie à la portion de la boucle est entre la US 90 et l'I-10 alors que la boucle Est sud réfère à la portion entre l'I-10 et SH 225.
- Boucle Sud est réfère à la portion de la boucle sud entre SH 225 et SH 288 alors que boucle Sud ouest renvoie au segment entre SH 288 et South Post Oak Road.
- Boucle Ouest sud réfère à la portion de la boucle ouest entre South Post Oak Road et Buffalo Bayou (au sud de l'I-10 / US 90) tandis que boucle Ouest nord renvoie au segment entre Buffalo Bayou et la US 90.

Les quatre parties forment l'Interstate 610, avec une longueur de 38 miles.

### Configurations des voies
À partir de la US 290 en sens horaire, le nombre de voies est le suivant :
- Quatre voies dans chaque direction entre US 290 et I-45
- Six voies dans chaque direction entre I-45 et I-69 / US 59
- Quatre voies dans chaque direction entre I-69 / US 59 et I-10
- Cinq voies dans chaque direction entre I-10 et SH 225
- Quatre voies dans chaque direction entre SH 225 et SH 288
- Cinq voies dans chaque direction entre SH 288 et South Post Oak Road
- Cinq voies en direction nord, quatre voies en direction sud entre South Post Oak Road spur et la sortie Bissonnet
- Cinq voies dans chaque direction entre la sortie Bissonnet et la sortie de Bellaire Boulevard
- Quatre voies en direction nord, cinq voies en direction sud entre la sortie de Bellaire Boulevard et Woodway Drive
- Cinq voies dans chaque direction entre Woodway Drive et I-10 / US 90
- Six voies dans chaque direction entre I-10 / US 90 et US 290

## Liste des sorties
| Interstate 610    |              |       |       |        |                                                                                      | |
| Comté             | Municipalité | mi    | km    | Sortie | Intersections / Destinations                                                         | Notes |
| Harris            | Houston      | 0,73  | 1,17  | 1A     | FM 521 (en) (Almeda Road)                                                            | Sortie en direction est seulement |
| Harris            | Houston      | 1,34  | 2,16  | 1B     | Fannin Street                                                                        | Pas de sortie en direction ouest |
| Harris            | Houston      | 1,89  | 3,04  | 1C     | Kirby Drive                                                                          | |
| Harris            | Houston      | 2,81  | 4,52  | 2      | US 90 (South Main Street) / Buffalo Speedway                                         | |
| Harris            | Houston      | 3,57  | 5,75  | 3      | Stella Link Road                                                                     | |
| Harris            | Houston      | 4,62  | 7,44  | 4A     | South Braeswood Boulevard / North Braeswood Boulevard / Beechnut Street              | |
| Harris            | Houston      | 4,78  | 7,69  | 4B     | South Post Oak Road / West Bellfort Avenue                                           | Sortie à gauche en direction ouest |
| Harris            | Houston      | 5,28  | 8,50  | 5A     | Beechnut Street                                                                      | Pas de sortie directe en direction nord                                                                                                |
| Harris            | Bellaire     | 5,92  | 9,53  | 5B     | Evergreen Street                                                                     | Pas de sortie directe en direction sud                                                                                                 |
| Harris            | Bellaire     | 6,42  | 10,33 | 6      | Bellaire Boulevard / Bissonnet Street / Fournace Place / Evergreen Street            | |
| Harris            | Bellaire     | 6,83  | 10,99 | 7      | Bissonnet Street / Fournace Place                                                    | Pas de sortie directe en direction nord                                                                                                |
| Harris            | Houston      | 7,84  | 12,62 | 7      | Westpark Drive / Richmond Avenue                                                     | Sortie direction nord, entrée direction sud                                                                                            |
| Harris            | Houston      | 8,02  | 12,91 | 8A-B   | I-69 / US 59 (Eastex Freeway) – Victoria, Centre-ville                               | Indiqué sortie 8A (nord) et 8B (sud); sortie 123 de I-69 / US 59                                                                       |
| Harris            | Houston      | 8,24  | 13,26 | 8C     | Hidalgo Street / Richmond Avenue                                                     | Sortie direction sud, entrée direction nord                                                                                            |
| Harris            | Houston      | 8,87  | 14,27 | 8D     | FM 1093 (en) (Westheimer Road)                                                       | Indiqué sortie 8C en direction nord; pas de sortie en direction nord                                                                   |
| Harris            | Houston      | 9,32  | 15,00 | 9      | San Felipe Road / Post Oak Boulevard                                                 | Indiqué sortie 9A (San Felipe Road) et 9B (Post Oak Boulevard) direction sud                                                           |
| Harris            | Houston      | 10,62 | 17,09 | 10     | Woodway Drive / Memorial Drive                                                       | |
| Harris            | Houston      | 11,65 | 18,75 | 11     | I-10 / US 90 – San Antonio, Centre-ville                                             | Sortie 763 de l'I-10 |
| Harris            | Houston      | 11,92 | 19,18 | 12     | Katy Road                                                                            | Sortie en direction sud seulement |
| Harris            | Houston      | 12,68 | 20,41 | 12A    | West 18th Street / Hempstead Road / Minimax Drive                                    | Sortie direction nord, entrée direction sud                                                                                            |
| Harris            | Houston      | 13,28 | 21,37 | 13A    | US 290 ouest – Austin                                                                | |
| Harris            | Houston      | 13,84 | 22,37 | 13B    | West T.C. Jester Boulevard / East T.C. Jester Boulevard                              | |
| Harris            | Houston      | 14,64 | 23,56 | 14     | Ella Boulevard                                                                       | |
| Harris            | Houston      | 15,69 | 25,25 | 15     | Spur 261 (en) (North Shepherd Drive) / North Durham Drive                            | |
| Harris            | Houston      | 16,44 | 26,46 | 16     | Yale Street / North Main Street                                                      | Indiqué sortie 16A (Yale Street) et 16B (North Main Street) en direction est                                                           |
| Harris            | Houston      | 17,46 | 28,10 | 17A    | Airline Drive                                                                        | Sortie direction est, entrée direction ouest                                                                                           |
| Harris            | Houston      | 17,88 | 28,78 | 17     | I-45 – Dallas, Centre-ville, Aéroport IAH                                            | Indiqué sortie 17B (nord) et 17C (sud); sortie 51 de l'I-45                                                                            |
| Harris            | Houston      | 18,22 | 29,32 | 18     | Irvington Boulevard / Fulton Street                                                  | |
| Harris            | Houston      | 19,28 | 31,03 | 19A    | Hardy Street / Jensen Drive                                                          | Sortie direction est, entrée direction ouest                                                                                           |
| Harris            | Houston      | 19,21 | 30,92 | 19B    | Hardy Toll Road nord                                                                 | |
| Harris            | Houston      | 20,31 | 32,69 | 20     | I-69 / US 59 (Eastex Freeway) – Cleveland, Centre-ville                              | Sortie 134 de l'I-69 / US 59 direction nord; sortie 135A-B en direction sud; indiqué sortie 20A (nord) et 20B (sud) en direction ouest |
| Harris            | Houston      | 20,77 | 33,43 | 20C    | Hirsch Road                                                                          | Pas de sortie directe en direction est                                                                                                 |
| Harris            | Houston      | 21,45 | 34,52 | 21     | Lockwood Drive / Hirsch Road                                                         | |
| Harris            | Houston      | 22,05 | 35,49 | 22     | Homestead Road / Kelley Street                                                       | |
| Harris            | Houston      | 23,09 | 37,16 | 23A    | Kirkpatrick Boulevard                                                                | |
| Harris            | Houston      | 23,49 | 37,80 | 23B    | North Wayside Drive / Liberty Road                                                   | |
| Harris            | Houston      | 24,44 | 39,33 | 24     | US 90 est (McCarty Drive) / Wallisville Road                                         | Indiqué sortie 24A (US 90) et 24B (Wallisville Road) en direction nord                                                                 |
| Harris            | Houston      | 25,40 | 40,88 | 25     | Gellhorn Drive                                                                       | Sortie direction sud, entrée direction nord                                                                                            |
| Harris            | Houston      | 26,03 | 41,89 | 26A    | I-10 / US 90 – Beaumont, Liberty, Centre-ville                                       | Pas d'accès à US 90 est depuis I-610 sud ni de US 90 ouest vers I-610 nord; sortie 775A de l'I-10                                      |
| Harris            | Houston      | 26,46 | 42,58 | 26B    | Market Street                                                                        | Sortie direction nord, entrée direction sud                                                                                            |
| Harris            | Houston      | 27,21 | 43,79 | 27     | Turning Basin Drive                                                                  | Pas de sortie en direction nord |
| Harris            | Houston      | 28,62 | 46,06 | 28     | Clinton Drive                                                                        | |
| Harris            | Houston      | 28,96 | 46,61 | 29     | Entrée principale du Port de Houston                                                 | |
| Harris            | Houston      | 30,00 | 48,28 | 30A    | Manchester Street / 92nd Street                                                      | Sortie direction sud, entrée direction nord                                                                                            |
| Harris            | Houston      | 30,62 | 49,28 | 30B-C  | SH 225 (en) – Pasadena, La Porte                                                     | Indiqué sortie 30B (est) et 30C (ouest)                                                                                                |
| Harris            | Houston      | 30,88 | 49,70 | 30D    | Lawndale Avenue / Broadway Boulevard Nord                                            | Pas de sortie directe en direction sud                                                                                                 |
| Harris            | Houston      | 31,43 | 50,58 | 31     | Broadway Boulevard Sud                                                               | |
| Harris            | Houston      | 32,19 | 51,80 | 32     | I-45 / SH 35 (en) sud – Galveston, Alvin, Centre-ville, Aéroport Hobby               | Indiqué sortie 32A (I-45 sud) et 32B (I-45 nord et SH 35 sud); sortie 40 de I-45                                                       |
| Harris            | Houston      | 32,77 | 52,74 | 33     | Woodridge Drive / Telephone Road                                                     | |
| Harris            | Houston      | 34,08 | 54,85 | 34A    | South Wayside Drive / Long Drive                                                     | |
| Harris            | Houston      | 34,95 | 56,25 | 35     | Crestmont Street / M.L. King Boulevard / Mykawa Road                                 | |
| Harris            | Houston      | 36,05 | 58,02 | 36A    | Calais Road / Holmes Road / Cullen Boulevard / M.L. King Boulevard                   | |
| Harris            | Houston      | 36,49 | 58,72 | 36B    | FM 865 (en) (Cullen Boulevard)                                                       | Pas de sortie directe en direction ouest                                                                                               |
| Harris            | Houston      | 37,14 | 59,77 | 37     | Scott Street                                                                         | |
| Harris            | Houston      | 38,00 | 61,16 | 38A    | SH 288 (en) / SH 288 Péage (en) – Lake Jackson, Freeport, Centre-ville, Aéroport IAH | Indiqué sortie 38A (nord) et 38C (sud) en direction est                                                                                |
| Harris            | Houston      | 0,00  | 0,00  | 38A    | SH 288 (en) / SH 288 Péage (en) – Lake Jackson, Freeport, Centre-ville, Aéroport IAH | Indiqué sortie 38A (nord) et 38C (sud) en direction est                                                                                |
| - Accès incomplet |              |       |       |        |                                                                                      | |